# Станківці (Стрийський район)
Станківці — село в Україні, в Стрийському районі, Львівської області, Новороздільської міської громади, розташоване неподалік річки Дністер. Від 2020 року село Станківці входить до складу Новороздільської міської громади. Населення становить 660 осіб. Орган місцевого самоврядування — Новороздільська міська рада. Староста сіл: Станківці, Тужанівці, Підгірці.

## Географія
Населений пункт вздовж дороги з м. Новий Розділ до м. Ходорів, за 1 км від лівого берега р. Дністер.
У селі є вулиці: Степана Бандери, Ходорівська, Нова, Переїзна.

## Історія
Перша згадка про Станківці походить з XVI ст.

## Релігія
- церква Введення в храм Пресвятої Богородиці (1784, УГКЦ, дерев'яна).